# Miķelis Rēdlihs
Miķelis Rēdlihs (* 1. Juli 1984 in Riga, Lettische SSR) ist ein lettischer Eishockeyspieler, der seit Januar 2021 bei Olimp Riga in der lettischen Eishockeyliga unter Vertrag steht. Er hat zwei Brüder, Jēkabs und Krišjānis, die ebenfalls Eishockeyspieler sind.

## Karriere

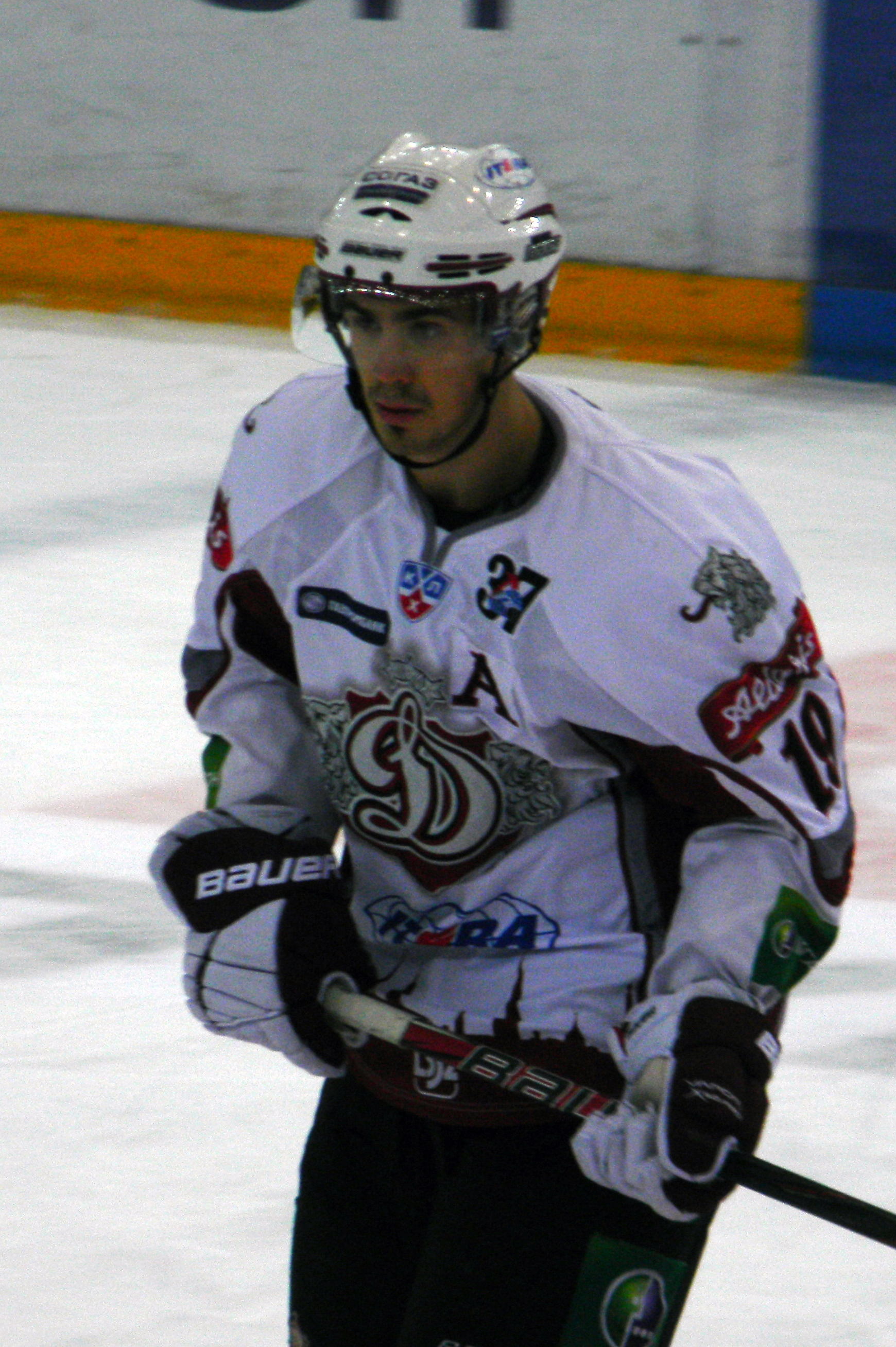
Miķelis Rēdlihs (2011)

Miķelis Rēdlihs begann seine Karriere in seiner Heimatstadt bei Prizma ’83 Riga. Diese Mannschaft nahm 2001/02 auch an der osteuropäischen EEHL teil. Während der Saison 2002/03 wagte er den Sprung nach Nordamerika und spielte für zwei Juniorenmannschaften an der Ostküste.
Zu Beginn der folgenden Spielzeit nahm ihn der HK Riga 2000 unter Vertrag, für den er bis 2005 spielte und zwei Meisterschaften gewann.
Im Sommer 2005 wechselte er nach Schweden in die zweite Liga, der HockeyAllsvenskan, zum IF Björklöven. Ein Jahr später entschied er sich für einen Wechsel nach Belarus, zum HK Junost Minsk, mit dem er 2007 den Continental Cup gewann. In der Saison 2007/08 spielte er dann für Metallurg Schlobin in der belarussischen Extraliga. Ab der Saison 2008/09 stand er für Dinamo Riga in der Kontinentalen Hockey-Liga auf dem Eis. Dabei konnte er seine Leistungen von Jahr zu Jahr steigern und war in der Saison 2011/12 mit 44 Punkten teamintern bester Scorer.
Im Mai 2012 wurde Rēdlihs von Lokomotive Jaroslawl bis 2015 unter Vertrag genommen und absolvierte bis 2014 über 100 KHL-Partien für den Klub. Anschließend kehrte er zu Dinamo zurück und spielte bis November 2020 bei dem Klub.

### International
Miķelis Rēdlihs wurde schon früh in seiner Karriere in die lettischen Junioren-Nationalmannschaften berufen. Er spielte 2001 und 2002 bei den U18-Weltmeisterschaften der Division I. Mit der U20-Auswahl der Balten nahm er an den Weltmeisterschaften 2002 in der Division II sowie 2003 und 2004 in der Division I teil.
Mit der lettischen Herren-Auswahl nahm er 2005 das erste Mal an einer Herren-Weltmeisterschaft teil. Anschließend spielte er auch bei den Weltmeisterschaften 2006, 2007, 2008, 2009, 2010, 2011, 2012, 2014, 2015 und 2016. Zudem vertrat er seine Farben bei den Qualifikationsturnieren für die Olympischen Winterspiele 2006, 2010, 2014 und 2018, sowie bei den Winterspielen 2006 in Turin, 2010 in Vancouver und 2014 in Sotschi selbst.

## Erfolge und Auszeichnungen
- 2002 Aufstieg in die Division I bei der Weltmeisterschaft der Division II
- 2004 Lettischer Meister mit dem HK Riga 2000
- 2005 Lettischer Meister mit dem HK Riga 2000
- 2007 Gewinn des Continental Cups mit dem HK Junost Minsk
- 2012 KHL All-Star Game
- 2021 Lettischer Meister mit Olimp Riga
- 2021 Topscorer und bester Torschütze der Play-offs der lettischen Eishockeyliga
- 2021 Most Valuable Player der Play-offs der lettischen Eishockeyliga
- 2022 Lettischer Vizemeister mit Olimp Riga

## Karrierestatistik

### International
Vertrat Lettland bei:
- U18-Junioren-Weltmeisterschaft der Division I 2001
- U20-Junioren-Weltmeisterschaft der Division II 2002
- U18-Junioren-Weltmeisterschaft der Division I 2002
- U20-Junioren-Weltmeisterschaft der Division I 2003
- U20-Junioren-Weltmeisterschaft der Division I 2004
- Qualifikationsturnier für die Olympischen Winterspiele 2006
- Weltmeisterschaft 2005
- Olympischen Winterspielen 2006
- Weltmeisterschaft 2006
- Weltmeisterschaft 2007
- Weltmeisterschaft 2008
- Qualifikationsturnier für die Olympischen Winterspiele 2010
- Weltmeisterschaft 2009
- Olympischen Winterspielen 2010
- Weltmeisterschaft 2010
- Weltmeisterschaft 2011
- Weltmeisterschaft 2012
- Qualifikationsturnier für die Olympischen Winterspiele 2014
- Olympischen Winterspielen 2014
- Weltmeisterschaft 2014
- Weltmeisterschaft 2015
- Weltmeisterschaft 2016
- Qualifikationsturnier für die Olympischen Winterspiele 2018
- Weltmeisterschaft 2018
- Weltmeisterschaft 2021

(Legende zur Spielerstatistik: Sp oder GP = absolvierte Spiele; T oder G = erzielte Tore; V oder A = erzielte Assists; Pkt oder Pts = erzielte Scorerpunkte; SM oder PIM = erhaltene Strafminuten; +/− = Plus/Minus-Bilanz; PP = erzielte Überzahltore; SH = erzielte Unterzahltore; GW = erzielte Siegtore; 1 Play-downs/Relegation; Kursiv: Statistik nicht vollständig)